# Franz Kuhn
Franz Kuhn (Frankenberg, 1884. március 10. – Freiburg im Breisgau, 1961. január 22.) német műfordító, sinológus, a klasszikus kínai szépirodalom legjelentősebb német nyelvű tolmácsolója.

## Élete, munkássága
Franz Kuhn kezdetben a lipcsei, majd a Berlini Egyetemen tanult jogot. 1908-ban végzett, 1909-ben pedig doktori fokozatot szerzett. Drezdában kezdte meg jogi praxisát, de hamarosan kinevezték egy Pekingbe induló német követség tolmácsának. A poszt betöltéséhez szükséges nyelvi tudást a Berlini Egyetemen szerezte meg, majd 1912-ig Kínában tartózkodott.
Kuhn az első világháború után kezdett el klasszikus kínai nyelvű szépirodalmat fordítani.Később még a náci hatóságokkal is konfliktusba került, akik munkásságát erkölcsileg kifogásolhatónak találták. Leginkább az erotikus témájú Szép asszonyok egy gazdag házban című regényének fordítását kifogásolták, amelyet tiltólistára is tettek. A második világháború után Kuhn fordításai egyre szélesebb közönség számára váltak ismertté és népszerűvé. 1952-ben a Német Szövetségi Köztársaság Becsületrendjével tüntették ki.

## Főbb fordításai
- 《中國狀況》 (Zhōngguó Zhuàngkuàng): Chinesische Staatsweisheit, Darmstadt, 1923
- 《中國小說家》 (Zhōngguó Xiǎoshuōjiā): Chinesische Meisternovellen, Leipzig, 1926
- 《好逑傳》 (Hǎoqiúzhuàn): Eisherz und Edeljaspis oder Die Geschichte einer glücklichen Gattenwahl, Insel Verlag, Leipzig, 1926
- 《二度梅全傳》 (Èrdù Méi Quánzhuàn): Die Rache des jungen Meh oder Das Wunder der zweiten Pflaumenblüte, Leipzig, 1927
- 《珍珠衫》 (Zhēnzhūshān): Das Perlenhemd, Leipzig, 1928
- 《金瓶梅》 (Jīn Píng Méi): Jin Ping Mei oder Die abenteuerliche Geschichte von Hsi Men und seinen sechs Frauen, Leipzig, 1930
- 《張小姐》 (Zhāng Xiǎojie): Fräulein Tschang, Berlin [u.a.], 1931
- 《紅樓夢》 (Hónglóumèng): Der Traum der roten Kammer, Leipzig, 1932
- 《水滸傳》 (Shuǐhǔzhuàn): Die Räuber vom Liang-Schan-Moor, Leipzig, 1934
- 《玉蜻蜓》 (Yù Qīngtíng): Die Jadelibelle, Berlin, 1936
- 《杜十娘怒沉百寶箱》 (Dù Shíniáng Nùchēn Bǎibǎoxiāng): Das Juwelenkästchen, Dresden, 1937
- 《子夜》 (Zǐyè): Mao Dun: Schanghai im Zwielicht, Dresden, 1938
- 《覺世名言十二樓》 (Juéshì míngyán Shí'èr Lóu): Die dreizehnstöckige Pagode, Berlin, 1939
- 《隔簾花影•嫦娥與銀瓶》 (Gélián Huāyǐng Cháng'é yǔ Yínpíng): Mondfrau und Silbervase, Berlin, 1939
- 《三國演義》 (Sānguó Yǎnyì): Die drei Reiche, Berlin, 1940
- 《薔薇露》 (Qiángwēilù): Das Rosenaquarell, Zürich, 1947
- 《東華門》 (Dōnghuāmén): Das Tor der östlichen Blüte, August Bagel Verlag, Düsseldorf, 1949
- 《佛笑》 (Fó Xiào): Und Buddha lacht, Baden-Baden, 1950
- 《雲彩塔》 (Yúncaitǎ): Der Turm der fegenden Wolken, Freiburg i. Br., 1951
- 《今古奇觀》 (Jīngǔ Qíguān): Kin Ku Ki Kwan, Zürich, 1952
- 《柳浪聞鶯》 (Liǔlàng Wén Yīng): Goldamsel flötet am Westsee, Freiburg i. Br., 1953
- 《兒女英雄傳》 (Érnǚ Yīngxióng Zhuàn): Wén Kāng (文康): Die schwarze Reiterin, Zürich, 1954
- 《隔帘花影》 (Gélián Huāyǐng): Blumenschatten hinter dem Vorhang, Freiburg i. Br., 1956
- 《中國古代愛情故事集》 (Zhōngguó Gǔdài Àiqíng Gùshijí): Altchinesische Liebesgeschichten, Wiesbaden, 1958
- 《李娃傳》 (Lǐ Wá Zhuàn): Die schöne Li. Vom Totenhemd ins Brautkleid, Wiesbaden, 1959
- 《肉蒲團》 (Ròupútuán): Li Yü: Jou pu tuan, Ein erotischer Roman aus der Ming-Zeit, Verlag Die Waage, Zürich, 1959
- 《肉蒲團》 (Ròupútuán): Li Yü: Jou pu tuan, Ein erotischer Roman aus der Ming-Zeit, Frankfurt am Main, 1986, ISBN 3-596-22451-9
- 《宋金郎團圓破氈笠》 (Sòng Jīnláng Tuányuán Pò Zhānlì): Goldjunker Sung und andere Novellen aus dem Kin Ku Ki Kwan, Zürich, 1960